# ウォルター・フォワード

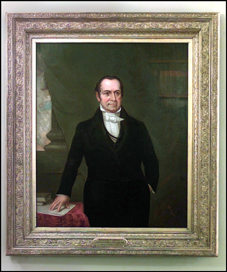
ウォルター・フォワードの肖像画

ウォルター・フォワード（Walter Forward, 1786年1月24日 - 1852年11月24日）は、アメリカ合衆国の法律家、政治家。ジョン・タイラー大統領の下で第15代アメリカ合衆国財務長官を務めた。

## 生涯

### 青年期
1786年、フォワードはコネチカット州イーストグランビーで誕生した。フォワードは同市内の公立学校で学んだ後、家族とともにオハイオ州オーロラへ移住した。その後1803年にペンシルベニア州ピッツバーグに移住すると、フォワードはそこで法律を学び、1806年に弁護士の認可を受けた。
1822年、フォワードはヘンリー・ボールドウィンの辞職により生じた空席を埋めるため、アメリカ合衆国下院議員に選出された。フォワードは続く1823年にも下院議員に選出され、2期続けて連邦議会の議員を務めた。
1837年、フォワードはペンシルベニア州憲法制定会議の委員に選出された。フォワードは1830年代のホイッグ党設立に重要な役割を果たした。
1840年の大統領選挙でフォワードはウィリアム・ハリソンを支持し、活発な支援活動を行った。そしてハリソンが選挙で勝利を収めると、その貢献を称えて、フォワードにペンシルベニア州西地区のアメリカ合衆国検事の地位が用意された。フォワードはその任命を辞退したが、通貨監督官への指名を受諾し、1841年3月に通貨監督官に就任した。
1841年4月、ハリソン大統領が肺炎により死去すると、ジョン・タイラー副大統領が大統領に昇任した。タイラー新大統領はハリソン前大統領の路線を継承し独立国庫制度の廃止を進めたが、新たな国立銀行の設立を巡って閣僚と対立し、同年9月にダニエル・ウェブスター国務長官を除く全閣僚が辞任することになった。そして空席となった財務長官にはフォワードが指名され、1841年9月に第15代アメリカ合衆国財務長官として就任した。

### 財務長官時代
フォワードは財務長官として、1840年に当時の財務長官であったレヴィ・ウッドベリーが設立した独立国庫制度を撤廃し、政府資金を再び商業銀行へ預け直した。そしてその年の末にフォワードは新たな国立銀行の設立計画を立案した。
新銀行の設立計画は、政府資金の安全な保管、金銀と等価で普遍の信用を持つ紙幣の流通、諸州間の商業活動のための安価で安全な送金手段の提供を目的とした。具体的には、全国の拠点に連邦政府の歳入と歳出を管理する管理理事会を設置する、議会の承認なしで金銀の代替物としての財務省証券の発行を行う、銀行資本への個人の出資は認めない、民間への貸付は行わない、といったような内容を持つものであった。
しかしながら、かつてタイラー大統領が新銀行の設立法案に対して2度にわたって拒否権を行使したことから、議会にはもはやこの法案をまともに審議しようとする雰囲気はなく、直ちに否決された。タイラー大統領は1842年にもこの計画に言及したが、ただ言及したのみで、議会への上程は行われなかった。
また1837年恐慌[:en]によって歳入が減少したことを受けて、下院歳入委員会議長のミラード・フィルモアから、関税率を増やす計画を立案するよう要請された。フォワードは強力な保護関税政策を打ち出し、1842年8月に議会を通過した。
フォワードの政策の大部分はタイラー大統領と考え方と一致していたが、細かい部分において頻繁に対立を起こした。そしてそのような微妙な政策の違いがタイラー大統領との不和を徐々に大きなものへと発展させ、1843年2月にフォワードは財務長官を辞任した。

### 晩年
財務長官退任後、フォワードはペンシルベニア州ピッツバーグで弁護士業を再開した。その後1849年にザカリー・テイラー大統領から駐デンマーク代理公使に指名され、デンマークへ渡った。そして1851年、フォワードはデンマークから帰国し、ペンシルベニア州アレゲーニー郡地方裁判所の長官に就任した。
1852年11月、フォワードはピッツバーグで死去した。フォワードの遺体は同市内のアレゲーニー墓地に埋葬された。